# Yavapaiite
La yavapaiite è un minerale.